# Почтовые марки России (2015)

Почтовые марки России (2015) — каталог знаков почтовой оплаты (марок, блоков, листов), введённых в обращение «Почтой России» в 2015 году.

## Список коммеморативных марок
Порядок следования элементов в таблице соответствует номеру по каталогу марок России на официальном сайте издатцентра «Марка», затем приведены номера по каталогу «Михель».

## Таблица
| № | Изображение | Описание | Номинал           | Дата        | Тираж                | Художник       | П      |
| --- | ----------- | --- | ----------------- | ----------- | -------------------- | -------------- | ------ |
| 1909 (Mi #RU 2127) |             | Почтовый блок — 150 лет со дня рождения В. А. Серова (1865—1911), художника | 50                | 22 января   | 70 000               | Иванова O.     | [ 3 ]  |
| 1910 (Mi #RU 2126) |             | Выпуск по программе «Европа». Игрушки | 23                | 16 января   | 420 000 35 000       | Бельтюков В.   | [ 4 ]  |
| 1911 (Mi #RU 2128) |             | Посткроссинг | 23                | 27 января   | 297 000 33 000       | Шушлебина О.   | [ 5 ]  |
| 1912 (Mi #RU 2129) |             | Почтовый блок — Всемирное природное наследие России. Природный парк «Ленские Столбы» | 50                | 10 февраля  | 70 000               | Московец А.    | [ 6 ]  |
| 1913 (Mi #RU 2130) |             | С. П. Капица (1928—2012), ученый-физик, лауреат Государственной премии | 15                | 12 февраля  | 352 000 32 000       | Ульяновский C. | [ 7 ]  |
| 1914, 1915, 1916 (Mi #RU 2131), (Mi #RU 2132), (Mi #RU 2133)                                                                                     |             | Государственные награды Российской Федерации - Орден Нахимова - Орден Мужества - Орден Дружбы | 25                | 19 февраля  | 266 000 38 000       | Московец А.    | [ 8 ]  |
| 1917, 1918, 1919, 1920, 1921, 1922 (Mi #RU 2134), (Mi #RU 2135), (Mi #RU 2136), (Mi #RU 2137), (Mi #RU 2138), (Mi #RU 2139)                      |             | Города воинской славы - Ломоносов - Малоярославец - Можайск - Петропавловск-Камчатский - Таганрог - Хабаровск | 20                | 24 февраля  | 75 000               | Бельтюков В.   | [ 9 ]  |
| 1923, 1924 (Mi #RU 2140), (Mi #RU 2141) |             | К 70-летию Победы в Великой Отечественной войне 1941—1945 гг. Военные контрразведчики - А. И. Галушкин - П. М. Силаев | 16                | 18 марта    | 288 000 36 000       | Дробышев А.    | [ 10 ] |
| 1925-1926 (Mi #RU 2142-2143) |             | Сцепка — К 70-летию Победы в Великой Отечественной войне 1941—1945 гг. «Герои-подводники» - Е. Я. Осипов (1913—1943) - А. И. Маринеско (1913—1963) | 32                | 19 марта    | 250 000 50 000       | Комса Р.       | [ 11 ] |
| 1927 (Mi #RU 2145) |             | 150 лет земской почте | 20                | 26 марта    | 480 000 32 000       | Московец А.    | [ 12 ] |
| 1928 (Mi #RU 2144) |             | Отдельная дивизия оперативного назначения имени Ф. Э. Дзержинского внутренних войск МВД России | 17                | 21 марта    | 296 000 37 000       | Капранов С.    | [ 13 ] |
| 1929 (Mi #RU 2149) |             | 50 лет первому выходу человека в открытый космос | 17                | 10 апреля   | 495 000 33 000       | Дробышев А.    | [ 14 ] |
| 1930, 1931, 1932, 1933 (Mi #RU 2150), (Mi #RU 2151), (Mi #RU 2152), (Mi #RU 2153)                                                                |             | Серия «Флора России». Всероссийская эколого-патриотическая акция «Аллея России» - Сосна Станкевича - Можжевельник высокий - Клён остролистный - Дуб черешчатый | 20                | 16 апреля   | 104 000 52 000       | Поварихин А.   | [ 15 ] |
| 1934, 1935, 1936 (Mi #RU 2146), (Mi #RU 2147), (Mi #RU 2148)                                                                                     |             | Серия «К 70-летию Победы в Великой Отечественной войне 1941—1945 гг. Медали» - Медаль «За освобождение Варшавы» - Медаль «За освобождение Праги» - Медаль «За освобождение Белграда» | 30                | 2 апреля    | 252 000 36 000       | Московец А.    | [ 16 ] |
| 1937 (Mi #RU 2155) |             | Счётная палата Российской Федерации | 20                | 17 апреля   | 348 000 29 000       | Бельтюков В.   | [ 17 ] |
| 1938 (Mi #RU 2154) |             | Государственная программа развития добровольного донорства «Служба крови» | 17                | 16 апреля   | 405 000 27 000       | Поварихин А.   | [ 18 ] |
| 1939 (Mi #RU 2161) |             | Почтовый блок — 70 лет Победы в Великой Отечественной войне 1941—1945 гг. | 70                | 5 мая       | 90 000               | Ульяновский C. | [ 19 ] |
| 1940 (Mi #RU 2156) |             | 175 лет первой почтовой марке | 26                | 23 апреля   | 438 000 36 500       | Бодрова М.     | [ 20 ] |
| 1941, 1942, 1943, 1944 (Mi #RU 2157A), (Mi #RU 2158A), (Mi #RU 2159A), (Mi #RU 2160A)                                                            |             | Серия «К 70-летию Победы в Великой Отечественной войне. 1941—1945 гг. Бронепоезда» - Бронепоезд «Московский метрополитен» - Бронепоезд «Истребитель немецких захватчиков» - Бронепоезд «Москвич» - Бронепоезд «Козьма Минин»                                                                                   | 12                | 30 апреля   | 450 600 30 040       | Дробышев А.    | [ 21 ] |
| 1945, 1946, 1947, 1948 (Mi #RU 2162), (Mi #RU 2163), (Mi #RU 2164), (Mi #RU 2165)                                                                |             | 70 лет Победы в Великой Отечественной войне 1941—1945 гг. Медали (второй выпуск) - Медаль «За взятие Кёнигсберга» - Медаль «За взятие Вены» - Медаль «За взятие Берлина» - Медаль «За взятие Будапешта» | 30                | 5 мая       | 252 000 36 000       | Московец А.    | [ 22 ] |
| 1949 (Mi #RU 2166) |             | Серия «Выдающиеся юристы России». Р. А. Руденко (1907—1981) | 17                | 28 апреля   | 272 000 34 000       | Ульяновский C. | [ 23 ] |
| 1950 (Mi #RU 2167) |             | 150 лет Международному союзу электросвязи | 17                | 7 мая       | 405 000 27 000       | Капранов С.    | [ 24 ] |
| 1951 (Mi #RU 2168) |             | Международная выставка «Связь-Экспокомм» | 19                | 12 мая      | 240 000 30 000       | Бетрединова Х. | [ 25 ] |
| 1952 (Mi #RU 2169) |             | Евразийский экономический союз | 17                | 21 мая      | 312 000 26 000       | Комса Р.       | [ 26 ] |
| 1953 (Mi #RU 2170) |             | Лауреат Нобелевской премии И. А. Бродский (1940—1996), поэт | 17                | 22 мая      | 288 000 32 000       | Ульяновский C. | [ 27 ] |
| 1954, 1955, 1956, 1957 (Mi #RU 2171), (Mi #RU 2172), (Mi #RU 2173), (Mi #RU 2174)                                                                |             | Серия «Фауна России. Служебные породы собак» - Южнорусская овчарка - Кавказская овчарка - Среднеазиатская овчарка - Русский чёрный терьер | 16, 18, 20, 26.50 | 28 мая      | 108 000 54 000       | Шушлебина О.   | [ 28 ] |
| 1958 (Mi #RU 2175) |             | Почтовый блок — 175 лет со дня рождения П. И. Чайковского (1840—1893), композитора | 15                | 28 мая      | 70 000               | Федулов А.     | [ 29 ] |
| 1959 (Mi #RU 2176) |             | Горно-металлургическая компания «Норильский никель» | 26                | 2 июня      | 304 000 38 000       | Ульяновский C. | [ 30 ] |
| 1960, 1961, 1962 (Mi #RU 2177), (Mi #RU 2178), (Mi #RU 2179)                                                                                     |             | Почтовый блок — Банк России | 40                | 4 июня      | 70 000               | Ульяновский C. | [ 31 ] |
| 1963 (Mi #RU 2180) |             | Герб города Дербента | 12                | 16 июня     | 900 000 30 000       | Поварихин А.   | [ 32 ] |
| 1964 (Mi #RU 2181) |             | Герб города Нижнего Новгорода | 17                | 16 июня     | 1 200 000 40 000     | Поварихин А.   | [ 33 ] |
| 1965 (Mi #RU 2182) |             | Международный детский центр «Артек» | 26                | 16 июня     | 240 000 40 000       | Бетрединова Х. | [ 34 ] |
| 1966 (Mi #RU 2183) |             | 200 лет со дня рождения П. А. Федотова (1815—1852), художника. Анкор, ещё Анкор! | 25                | 23 июня     | 350 000 35 000       | Поварихин А.   | [ 35 ] |
| 1967 (Mi #RU 2184) |             | 200 лет со дня рождения П. А. Федотова (1815—1852), художника. Портрет Н. П. Жданович за фортепьяно | 25                | 23 июня     | 350 000 35 000       | Поварихин А.   | [ 36 ] |
| 1968 (Mi #RU 2185) |             | Год литературы в России | 17                | 25 июня     | 288 000 32 000       | Московец А.    | [ 37 ] |
| 1969 (Mi #RU 2186) |             | Заседание Совета глав государств — членов Шанхайской организации сотрудничества и встреча глав государств и правительств БРИКС в г. Уфе | 19                | 7 июля      | 420 000 28 000       | Московец А.    | [ 38 ] |
| 1970 (Mi #RU 2187) |             | 250 лет со дня рождения П. И. Багратиона (1765—1812), героя Отечественной войны 1812 года |                   | 10 июля     | 288 000 36 000       | Бельтюков В.   | [ 39 ] |
| 1971 (Mi #RU 2188) |             | Эмблема ФГУП «Почта России» | 17                | 23 июля     | 20 107 980 2 234 220 | Поварихин А.   | [ 40 ] |
| 1972 (Mi #RU 2189) |             | Русское географическое общество | 35                | 23 июля     | 12 582 000 1 398 000 | Поварихин А.   | [ 41 ] |
| 1973 (Mi #RU 2190) |             | Казань. XVI Чемпионат мира по водным видам спорта | 17                | 24 июля     | 320 000 40 000       | Шушлебина О.   | [ 42 ] |
| 1974, 1975, 1976, 1977 (Mi #RU 2195KB), (Mi #RU 2196KB), (Mi #RU 2197KB), (Mi #RU 2198KB)                                                        |             | Серия «Декоративно-прикладное искусство России. Керамические изразцы» - Квартблок. Москва. XIX—XX вв. - Квартблок. Московская область. с. Абрамцево. XIX—XX вв. - Квартблок. Московская область. д. Турыгино. XXI вв. - Квартблок. г. Ярославль. XVII—XVIII вв.                                                | 80                | 4 августа   | 50 000               | Бетрединова Х. | [ 43 ] |
| 1978, 1979, 1980, 1981 (Mi #RU 2191), (Mi #RU 2192), (Mi #RU 2193), (Mi #RU 2194)                                                                |             | Серия «Герои Первой мировой войны» - Недорубов К. И. (1889—1978) - Тюленев И. В. (1892—1978) - Уланов Н. И. (1881—1948) - Хижняк И. Л. (1893—1980) | 21                | 3 августа   | 385 000 35 000       | Бельтюков В.   | [ 44 ] |
| 1982, 1983, 1984, 1985 (Mi #RU 2199) (Mi #RU 2200) (Mi #RU 2201) (Mi #RU 2202)                                                                   |             | Серия «История российского мундира. Продолжение серии. Мундиры сотрудников железнодорожного транспорта». - Генерал и кондуктор Ведомства путей сообщения (1843) - Начальник депо и машинист 2-го класса (1952) - Начальник дорог и проводник (1979) - Начальник поезда и проводник пассажирского вагона (2015) | 17                | 11 августа  | 288 000 36 000       | Ульяновский C. | [ 45 ] |
| 1986 (Mi #RU 2203) |             | 150 лет Ленинградскому зоопарку | 19                | 14 августа  | 320 000 40 000       | Шушлебина О.   | [ 46 ] |
| 1987 (Mi #RU 2204) |             | Город Николаевск-на-Амуре | 17                | 14 августа  | 495 000 33 000       | Московец А.    | [ 47 ] |
| 1988 (Mi #RU 2207) |             | 100 лет со дня рождения Б. Ф. Сафонова (1915—1942), лётчика-истребителя, дважды Героя Советского Союза | 12                | 26 августа  | 370 000 37 000       | Комса Р.       | [ 48 ] |
| 1989, 1990 (Mi #RU 2205), (Mi #RU 2206) |             | Серия «Монастыри Русской православной церкви. Продолжение серии» - 500 лет Калужскому Свято-Лаврентьеву монастырю - Высоко-Петровскому ставропигиальному мужскому монастырю в Москве | 19                | 23 августа  | 306 000 34 000       | Ульяновский C. | [ 49 ] |
| 1991 (Mi #RU 2208) |             | Совместный выпуск Российской Федерации и Корейской Народно-Демократической Республики. 70 лет освобождению Кореи | 19                | 28 августа  | 288 000 32 000       | Поварихин А.   | [ 50 ] |
| 1992 (Mi #RU 2211) |             | Почтовый блок — 500 лет Нижегородскому каменному кремлю | 35                | 9 сентября  | 75 000               | Ульяновский C. | [ 51 ] |
| 1993 (Mi #RU 2209) |             | Почтовый блок — Гербы субъектов и городов Российской Федерации. Республика Татарстан | 50                | 28 августа  | 70 000               | Московец А.    | [ 52 ] |
| 1994 (Mi #RU 2210) |             | 70 лет окончанию Второй мировой войны | 17                | 2 сентября  | 336 000 42 000       | Ульяновский C. | [ 53 ] |
| 1995, 1996, 1997, 1998 (Mi #RU 2212), (Mi #RU 2213), (Mi #RU 2214), (Mi #RU 2215)                                                                |             | Серия «История Первой мировой войны. Отечественная боевая техника» - 7,62-мм винтовка системы Мосина обр. 1891 г. - 76,2-мм полевая пушка обр. 1902 г. - Эскадренный миноносец «Новик» - Бомбардировщик «Илья Муромец»                                                                                         | 21                | 10 сентября | 396 000 36 000       | Бельтюков В.   | [ 54 ] |
| 1999 (Mi #RU 2216) |             | Организация Объединённых Наций | 26.50             | 15 сентября | 315 000 35 000       | Бодрова М.     | [ 55 ] |
| 2000 (Mi #RU 2217) |             | Почтовый блок — Чемпионат мира по футболу FIFA 2018 в России™ | 100               | 18 сентября | 200 000              | Шушлебина О.   | [ 56 ] |
| 2001 (Mi #RU 2218) |             | Федеральная антимонопольная служба | 21                | 21 сентября | 372 000 31 000       | Московец А.    | [ 57 ] |
| 2002, 2003 (Mi #RU 2219), (Mi #RU 2220) |             | Совместный выпуск Российской Федерации и Азербайджанской Республики. Современная архитектура - Набережная Москва-реки и стены Московского Кремля на фоне панорамы города - Девичья башня на фоне Пламенных башен в Баку                                                                                        | 19                | 22 сентября | 200 000 50 000       | Дробышев А.    | [ 58 ] |
| 2004, 2005 (Mi #RU 2221), (Mi #RU 2222) |             | Морской флот России. Продолжение серии - Морской флот России. Платформа «Приразломная» - Морской флот. Танкер «Михаил Ульянов» | 19                | 23 сентября | 160 000 50 000       | Дробышев А.    | [ 59 ] |
| 2006 (Mi #RU 2224) |             | Святой князь Владимир — Креститель Руси | 21                | 25 сентября | 320 000 40 000       | Ульяновский C. | [ 60 ] |
| 2007 (Mi #RU 2223) |             | Атомная отрасль России | 17                | 24 сентября | 297 000 33 000       | Шушлебина О.   | [ 61 ] |
| 2008, 2009, 2010, 2011, 2012, 2013 (Mi #RU 2225), (Mi #RU 2226), (Mi #RU 2227), (Mi #RU 2228), (Mi #RU 2229), (Mi #RU 2230)                      |             | Чемпионат мира по футболу FIFA 2018 в России™. 1958, 1962, 1966, 1970, 1982, 1986 | 26.50             | 1 октября   | 200 000              | Шушлебина О.   | [ 62 ] |
| 2014 (Mi #RU 2231) |             | Совместный выпуск Администраций связи стран — членов РСС. Памятники архитектуры столиц. Дом-музей В. М. Васнецова | 19                | 2 октября   | 495 000 33 000       | Комса Р.       | [ 63 ] |
| 2015 (Mi #RU 2232) |             | Почтовый блок — 2000 лет г. Дербенту | 35                | 2 октября   | 72 000               | Шушлебина О.   | [ 64 ] |
| 2016 (Mi #RU 2233) |             | 50 лет Всероссийскому обществу охраны памятников истории и культуры | 26                | 14 октября  | 420 000 28 000       | Московец А.    | [ 65 ] |
| 2017, 2018 (Mi #RU 2234), (Mi #RU 2235) |             | Совместный выпуск Российской Федерации и Мексиканских Соединённых Штатов. К 125-летию установления дипломатических отношений - Санкт-Петербург. Петропавловская крепость - Мехико. Замок Чапультепек | 19                | 19 октября  | 200 000 50 000       | Иванова O.     | [ 66 ] |
| 2019 (Mi #RU 2235) |             | Почтовый блок — Всемирное культурное наследие. Древний город Херсонес Таврический и его хорa | 35                | 23 октября  | 72 000               | Ульяновский C. | [ 67 ] |
| 2020 (Mi #RU 2236) |             | Уменьшение опасности бедствий | 19                | 28 октября  | 272 000 34 000       | Дробышев А.    | [ 68 ] |
| 2021 (Mi #RU 2237) |             | К 70-летию Победы в Великой Отечественной войне 1941—1945 гг. Восстание в концлагере «Собибор» | 21                | 30 октября  | 420 000 28 000       | Московец А.    | [ 69 ] |
| 2022 (Mi #RU 2238) |             | 150 лет со дня рождения патриарха Тихона | 19                | 5 ноября    | 396 000 33 000       | Бодрова М.     | [ 70 ] |
| 2023 (Mi #RU 2239) |             | Почтовый блок — Гербы субъектов и городов Российской Федерации. Костромская область | 50                | 5 ноября    | 70 000               | Московец А.    | [ 71 ] |
| 2024 (Mi #RU 2240) |             | 100 лет со дня рождения А. Л. Бадалова (1915—2011), заслуженного связиста Российской Федерации | 19                | 10 ноября   | 405 000 27 000       | Бетрединова Х. | [ 72 ] |
| 2025, 2026, 2027, 2028 (Mi #RU 2241), (Mi #RU 2242), (Mi #RU 2243), (Mi #RU 2244)                                                                |             | Герои Российской Федерации - Виталий Викторович Майборода (1981—2013) - Владимир Михайлович Максимчук (1947—1994) - Сергей Александрович Солнечников (1980—2012) - Валерий Анатольевич Тиньков (1957—1995) | 17                | 10 ноября   | 210 000 42 000       |                | [ 73 ] |
| 2029 (Mi #RU 2245) |             | Герои Российской Федерации. И. Ю. Шелохвостов (1978—2003) | 17                | 5 ноября    | 210 000 42 000       | Дробышев А.    | [ 74 ] |
| 2030, 2031 (Mi #RU 2246), (Mi #RU 2247) |             | Совместный выпуск Российской Федерации и Лаосской Народно-Демократической Республики. К 55-летию установления дипломатических отношений между Россией и Лаосом. Архитектура - Боголюбово. Храм Покрова на Нерли - Вьентьян. Храмовый комплекс Тхат Луанг                                                       | 21                | 11 ноября   | 180 000 45 000       | Поварихин А.   | [ 75 ] |
| 2032, 2033, 2034, 2035 (Mi #RU 2248), (Mi #RU 2249), (Mi #RU 2250), (Mi #RU 2251)                                                                |             | Чемпионат мира по футболу FIFA 2018 в России. Стадионы. Сочи, Москва, Казань | 21                | 17 ноября   | 400 000 200 000      | Шушлебина О.   | [ 76 ] |
| 2036 (Mi #RU 2253) |             | 200 лет Златоустовской оружейной фабрике | 17                | 17 ноября   | 306 000 34 000       | Поварихин А.   | [ 77 ] |
| 2037 (Mi #RU 2254) |             | Министерство Российской Федерации по делам гражданской обороны, чрезвычайным ситуациям и ликвидации последствий стихийных бедствий | 21                | 27 ноября   | 384 000 32 000       | Шушлебина О.   | [ 78 ] |
| 2038 (Mi #RU 2255) |             | 150 лет со дня основания Российского государственного аграрного университета имени К. А. Тимирязева | 17                | 3 декабря   | 315 000 35 000       | Комса Р.       | [ 79 ] |
| 2039, 2040, 2041 (Mi #RU 2256), (Mi #RU 2257), (Mi #RU 2258)                                                                                     |             | Выдающиеся юристы России. Продолжение серии. - Н. В. Муравьев (1850—1908) - К. П. Победоносцев (1827—1907) - Н. С. Таганцев (1843—1923) | 17                | 3 декабря   | 272 000 34 000       | Комса Р.       | [ 80 ] |
| 2042, 2043, 2044, 2045, 2046, 2047, 2048 (Mi #RU 2259), (Mi #RU 2260), (Mi #RU 2261), (Mi #RU 2262), (Mi #RU 2263), (Mi #RU 2064), (Mi #RU 2065) |             | Чемпионат мира по футболу FIFA 2018 в России. Легенды футбола - Г. Д. Качалин (1911—1995) - В. Б. Бубукин (1933—2008) - Ю. Н. Войнов (1931—2003) - В. К. Иванов (1934—2011) - С. С. Сальников (1925—1984) - Э. А. Стрельцов (1937—1990) - Л. И. Яшин (1929—1990)                                               | 26.50             | 9 декабря   | 200 000              | Ульяновский C. | [ 81 ] |
| 2049 (Mi #RU 2266) |             | С Новым годом! | 35                | 10 декабря  | 600 000 75 000       | Иванова O.     | [ 82 ] |

## Комментарии
1. ↑  Ниже приведён перечень коммеморативных марок (с возможностью сортировки по номиналу, тиражу).